# Rhabdochaeta affinis
Rhabdochaeta affinis är en tvåvingeart som beskrevs av Zia 1939. Rhabdochaeta affinis ingår i släktet Rhabdochaeta och familjen borrflugor. Inga underarter finns listade i Catalogue of Life.